# Ulrich II. (Weimar)
Graf Ulrich II. (Udalrich II.) (* um 1064; † 13. Mai 1112) aus dem Hause Weimar-Orlamünde war Graf von Weimar (1070–1112). Manche Quellen bezeichnen ihn auch als Markgrafen von Krain-Istrien.

## Leben
Ulrich war der Sohn von Ulrich I. und Sophia von Ungarn. Er heiratete vor 1102 Adelheid von Thüringen († 1146), die Tochter von Graf Ludwig dem Springer, verstieß sie aber wegen Untreue.
Nach der Ermordung Ekberts II. (1090) konnte Ulrich offenbar die Herrschaft in Weimar und wohl auch in Orlamünde übernehmen.
1102 schenkte Ulrich seinen gesamten Allodialbesitz in Istrien teils an einige seiner Vasallen, teils an die Kirche von Aquileia.
Ulrich blieb ohne männliche Nachkommen. Mit seinem Tod 1112 erlosch die ältere Linie Weimar im Mannesstamm. König Heinrich V. versuchte danach, letztlich allerdings vergeblich, alle dessen Allodien einzuziehen.